# St. Pauli Roller Derby
St. Pauli Roller Derby, bis 2023 die Harbor Girls, sind die Flat-Track-Roller-Derby-Abteilung des FC St. Pauli und seit 2016 Vollmitglied der Women’s Flat Track Derby Association (WFTDA).
Ebenso wie der Dachverein, sieht sich St. Pauli Roller Derby als durchaus politischer Sportverein und engagiert sich als Botschafterinnen für eine tolerante Gesellschaft ohne Sexismus, Rassismus und Homo-, Trans- und Inter-Feindlichkeit.

## Geschichte
St. Pauli Roller Derby gründete sich 2008 als Harbor Girls e. V. auf Initiative der zwei ehemaligen Spielerinnen Spooky Spiky und Killing Zoe der Stuttgart Valley Rollergirlz. Seit 2014 sind die Harbor Girls eine Abteilung des FC St. Pauli, woraufhin der Name angepasst wurde. Seit 2023 spielen sie unter dem Namen St. Pauli Roller Derby.
Der Verein führt zwei Mannschaften, die unterschiedlich eingesetzt werden: Das A-Team spielt in der 1. Bundesliga und trägt internationale WFTDA-Spiele aus. Das B-Team bestreitet v. a. Freundschaftsspiele, wird aber in der weltweiten Statistik und Platzierung bei Flattrackstats ebenfalls gelistet.
Seit 2018 gibt es außerdem ein Junior-Team für Zehn- bis Siebzehnjährige, die Pirates of St. Pauli.
Die Heimspiele von St. Pauli Roller Derby werden in der Regel in der Sporthalle des Christianeums in Hamburg-Othmarschen oder des Wirtschaftsgymnasiums St. Pauli abgehalten.
Seit 2016 richtet der Verein jährlich den sogenannten KickAss-Cup (KAC) aus, ein internationales Spaßturnier außerhalb der Bundesliga.
In der Saison 2024 konnte das A-Team erstmals seit Gründung der Bundesliga die Meisterschaft erringen.

## Erfolge
Das A-Team von St. Pauli Roller Derby ist Gründungsmitglied der von der Sportkommission Roller Derby im Deutschen Rollsport- und Inlineverband e.V. ausgetragenen 1. Bundesliga.
| Saison | Liga          | Platz | Spiele | S | N | Punktedifferenz |
| ------ | ------------- | ----- | ------ | - | - | --------------- |
| 2015   | 1. Bundesliga | 3.    | 4      | 2 | 2 | +87             |
| 2016   | 1. Bundesliga | 2.    | 4      | 3 | 1 | +161            |
| 2017   | 1. Bundesliga | 3.    | 6      | 4 | 2 | +273            |
| 2018   | 1. Bundesliga | 2.    | 6      | 4 | 2 | +145            |
| 2019   | 1. Bundesliga | 3.    | 6      | 4 | 2 | +85             |
| 2023   | 1. Bundesliga | 3.    | 6      | 4 | 2 | +69             |
| 2024   | 1. Bundesliga | 1.    | 6      | 5 | 1 | +412            |

Folgende Hamburger Spielerinnen nahmen mit der deutschen Roller Derby Nationalmannschaft an Weltmeisterschaften teil:
- Heavy Miss Gale (World Cup 2011)[6]
- Ostblocker, Jeanne Dark, Knock ’n’ Rose und Lotta Loveless (World Cup 2014)
- Ostblocker und Knock ’n’ Rose (World Cup 2017)

## Sonstiges
St. Pauli Roller Derby wurde im Dezember 2016 im Wettbewerb „Starke Netze gegen Gewalt!“ des Deutschen Olympischen Sportbundes für ihre Kampagne gegen sexualisierte Gewalt gegen Frauen ausgezeichnet. Die Plakataktion entstand aus Anlass des 36-jährigen Jubiläums des Hamburger Notrufs für vergewaltigte Frauen und Mädchen e. V.
Seit 2018 erscheint der Derby Digger, ein Fanzine für Roller-Derby-Kultur, im Umfeld von St. Pauli Roller Derby.
Die Einlaufmusik des A-Teams ist der Song Boys Wanna Be Her (Album Impeach My Bush) der kanadischen Electroclash-Sängerin Peaches.